# Загряжский, Пётр Петрович
Пётр Петро́вич Загря́жский (1778—1849) — генерал-лейтенант русской императорской армии, участник наполеоновских войн.

## Биография
Родился в 1778 году в дворянской семье; сын директора императорских конских заводов Петра Ивановича Загряжского и Елизаветы Ивановны Мосоловой, владелицы бывшей демидовской усадьбы в Большом Толмачёвском переулке, которая после смерти мужа вступила во 2-й брак со своим соседом Н. И. Шешуковым.
В 1796 году был принят в Павлоградский 2-й лейб-гусарский полк в качестве вахмистра и с этим полком сражался на Кавказе, заслужив в 1797 году офицерский чин. В течение первых двух лет службы Загряжский сменил несколько воинских подразделений, пока не задержался в Гусарском лейб-гвардии полку, где 25 сентября 1800 года получил чин полковника.
29 мая 1800 года П. Загряжский был удостоен ордена Святого Иоанна Иерусалимского.

Сражался против французской армии в войнах третьей и четвёртой антинаполеоновских коалиций, в ходе последней особенно отличился в баталии близ Фридланда, где в ходе кавалерийской схватки был ранен четырнадцать раз и взят в плен. За этот подвиг 20 мая 1808 года был награждён орденом Святого Георгия 4-го класса 
в воздаяние отличного мужества и храбрости, оказанных в сражении 2 июня при Фридланде против французских войск, где поступал с примерною неустрашимостью.
23 апреля 1809 года, после размена пленными, Загряжский получил должность шефа Нежинского 18-го гусарского полка.
После вторжения французской армии в пределы Российской империи полк, над которым Загряжскому было поручено шефство (в составе 4-й бригады 1-й кавалерийской дивизии), входил в 1-й резервный кавалерийский корпус 1-й Западной армии и принял участие в ряде ключевых сражений против Наполеона: в бою при Островно, Бородинской битве, баталии под Малоярославцем, боях под Оршей, Вильно и Ковно. За преследование французских войск Березины до Немана Загряжский был удостоен командованием звания генерал-майора (20 июля 1813 года).
После изгнания Наполеона из России принял участие в Войне шестой коалиции, где был при осаде крепости Шпандау, в Битве под Лейпцигом и взятии французской столицы.
В декабре 1816 года Загряжский возглавил бригаду 1-й конно-егерской дивизии, а 13 июля 1819 года стал во главе 1-й гусарской дивизии, но уже 23 октября 1819 года был переведён на пост начальника 1-й драгунской дивизии. На этой должности заслужил репутацию "человека весьма крутого и строгого".
6 января 1826 года заслуги Петра Петровича Загряжского были отмечены производством последнего в генерал-лейтенанты.
1 ноября 1828 года генерал-лейтенант Загряжский был назначен начальником 1-й конно-егерской дивизии.
13 февраля 1829 года, за храбрость и находчивость проявленные в войне с турками, Загряжский был назначен командовать всей резервной кавалерией русской императорской армии.
16 декабря 1833 года вышел в почётную отставку. Умер 29 января 1849 года и был похоронен на Ваганьковском кладбище города Москвы; могила утрачена.
Жена — баронесса Елизавета Карловна Врангель (ум. 1849), дочь и наследница генерал-аншефа Карла Рейнгольдовича Врангеля. По словам современника, в 1809 году полковник Загряжский квартировал в Выборге, где ухаживал за Елизаветой Карловной, девицей очень хорошенькой и довольно образованной. Городская молва объявила их женихом и невестой. Поняв, что зашёл слишком далеко, Загряжский решил тайком улизнуть в Петербург, но будущая теща поскакала вслед за ним, нагнала его, вернула и заставила жениться. Имели сына Павла и дочь Елизавету.